# Chicu-kormány
A Chicu-kormány Moldova kormánya, amely 2019. november 14. és 2020. december 23. között volt hivatalban, de – Ion Chicu lemondását követően Aureliu Ciocoi külügyminiszter vezetésével, összhangban az alkotmánnyal – ügyvivői minőségben, az új kormány megalakulásáig hivatalban maradt.

## Kormányösszetétel
A Chicu-kormány összetétele 2019. november 14-től:
| Név                                                                 | Hivatal kezdete    | Hivatal vége       | Párt           | Megjegyzés                                |
| Miniszterelnök                                                      | Miniszterelnök     | Miniszterelnök     | Miniszterelnök | Miniszterelnök                            |
| ------------------------------------------------------------------- | ------------------ | ------------------ | -------------- | ----------------------------------------- |
| Ion Chicu                                                           | 2019. november 14. | 2020. december 31. | független      |                                           |
| Aureliu Ciocoi                                                      | 2021. január 1.    |                    | független      | mint ügyvivő miniszterelnök               |
| Felzárkóztatásért felelős miniszterelnök-helyettes                  |                    |                    |                |                                           |
| Alexandru Flenchea                                                  | 2019. november 14. | 2020. március 16.  | független      |                                           |
| Cristina Lesnic                                                     | 2020. március 16.  | 2020. november 9.  | PDM            |                                           |
| Olga Cebotari                                                       | 2020. november 9.  |                    | független      |                                           |
| Pénzügyminiszter ( egyben miniszterelnök-helyettes )                |                    |                    |                |                                           |
| Sergiu Pușcuța                                                      | 2019. november 14. | 2020. december 31. | független      |                                           |
| [Tatiana Ivanicichina]                                              | 2021. január 1.    |                    |                | mint államtitkár, a minisztérium vezetője |
| Belügyminiszter                                                     |                    |                    |                |                                           |
| Pavel Voicu                                                         | 2019. november 14. |                    | PSRM           |                                           |
| Egészségügyi, munkaügyi és népjóléti miniszter                      |                    |                    |                |                                           |
| Viorica Dumbrăveanu                                                 | 2019. november 14. | 2020. december 31. | független      |                                           |
| [Tatiana Zatîc]                                                     | 2021. január 1.    |                    |                | mint államtitkár, a minisztérium vezetője |
| Gazdasági és infrastrukturális miniszter                            |                    |                    |                |                                           |
| Anatol Usatîi                                                       | 2019. november 14. | 2020. március 16.  | független      |                                           |
| Sergiu Răilean                                                      | 2020. március 16.  | 2020. november 9.  | PDM            |                                           |
| Anatol Usatîi                                                       | 2020. november 9.  | 2020. december 31. | független      |                                           |
| [Mihail Lupașco]                                                    | 2021. január 1.    |                    |                | mint államtitkár, a minisztérium vezetője |
| Igazságügy-miniszter                                                |                    |                    |                |                                           |
| Fadei Nagacevschi                                                   | 2019. november 14. |                    | PSRM           |                                           |
| Kül- és európai integrációs miniszter                               |                    |                    |                |                                           |
| Aureliu Ciocoi                                                      | 2019. november 14. | 2020. március 16.  | független      |                                           |
| Oleg Țulea                                                          | 2020. március 16.  | 2020. november 9.  | PDM            |                                           |
| Aureliu Ciocoi                                                      | 2020. november 9.  |                    | független      |                                           |
| Mezőgazdasági, regionális fejlesztési és környezetvédelmi miniszter |                    |                    |                |                                           |
| Ion Perju                                                           | 2019. november 14. |                    | független      |                                           |
| Oktatási, művelődési és kutatási miniszter                          |                    |                    |                |                                           |
| Corneliu Popovici                                                   | 2019. november 14. | 2020. március 16.  | független      |                                           |
| Igor Șarov                                                          | 2020. március 16.  | 2020. november 9.  | PDM            |                                           |
| Lilia Pogolșa                                                       | 2020. november 9.  |                    | független      |                                           |
| Védelmi miniszter                                                   |                    |                    |                |                                           |
| Victor Gaiciuc                                                      | 2019. november 14. | 2020. március 16.  | független      |                                           |
| Alexandru Pînzari                                                   | 2020. március 16.  | 2020. november 9.  | PDM            |                                           |
| Victor Gaiciuc                                                      | 2020. november 9.  |                    | független      |                                           |
| A Gagauz Autonóm Terület kormányzója mint a kormány tagja           |                    |                    |                |                                           |
| Irina Vlah                                                          | 2019. november 14. |                    |                |                                           |

## Története

### Megalakulása
Az követően, hogy a Maia Sandu vezette koalíciós kormány – a kormánykoalíciós partner szocialisták támogatásával 2020. november 12-én – egy bizalmatlansági indítvány eredményeként megbukott, a parlament – 62 szocialista és demokrata párti honatya támogatásával – november 14-én bizalmat szavazott az oroszbarát Igor Dodon államfő belső köréhez tartozó Ion Chicu vezette technokrata kormánynak. A demokrata háttértámogatással létrejött tízfős („szocialista”) kabinet tagjai közül nyolcan korábban elnöki tanácsadóként dolgoztak az államfői hivatalban.

### A kormány összetételének változása
2020. március 16-án a Pavel Filip vezette Moldovai Demokrata Párt (PDM) és a Zinaida Greceanîi irányította Moldovai Köztársaság Szocialistáinak Pártja (PSRM) koalíciós megállapodást kötöttek, s ezzel sikerült parlamenti többséget szerezniük. A megállapodás maga után vonta a kormány átalakítását is, melybe öt új miniszter került be. Cristina Lesnic lett a felzárkóztatásért felelős miniszterelnök-helyettes, ugyanakkor a védelmi tárca élére Alexandru Pînzari, az oktatási, művelődési és kutatásiéra Igor Șarov, a külügy élére Oleg Țulea, míg a gazdasági és infrastrukturális miniszteri székbe Sergiu Răilean került.
A koalíció azonban nem tartott ki még az elnökválasztásig sem, mivel a demokraták nemhogy nem álltak be a szocialisták elnökjelöltje, az újrázó Igor Dodon elnök mögé, de híveiket arra buzdítottak – mivel a párt jelöltet nem indított –, hogy tetszésük szerint válasszanak az induló nyolc jelölt közül. Az elnökválasztás első fordulóját követően pedig (november 7.) a PDM elnöke bejelentette, hogy pártja az új elnök beiktatását követően visszahívja minisztereit a kormányból, erre viszont már nem kerülhetett sor, mivel Ion Chicu kormányfő két nappal később, november 9-én kezdeményezte az elnöknél az érintett tárcavezetők menesztését. Így kaphatta vissza a gazdasági minisztérium irányítását Anatol Usatii, a külügyminisztérium vezetését Aureliu Ciocoi és a védelmi tárca vezetői posztját Victor Gaiciuc, de a miniszterelnök-helyettesi feladatok ellátására már Olga Cebotari lett kijelölve, míg az oktatási minisztériumot – a Filip-kormány oktatási miniszterhelyettese – Lilia Pogolșa kapta.

### A kabinet bukása
2020. december elején a szocialista többségű parlament megkötötte a frissen megválasztott elnök, Maia Sandu kezét, amikor kivonta az Európa-barát új államfő hatásköréből az információs és biztonsági szolgálat felügyeletét, és azt a törvényhozás alá rendelte. Mivel a titkosszolgálatok felügyelete az elmúlt évek korrupciós ügyeinek felderítése miatt is kulcsfontosságú, az ellenzék – a járványügyi korlátozások ellenére – utcára vonult, követelve a parlament és a kormány távozását. A megmozdulások hatására Ion Chicu miniszterelnök december 23-án – az előrehozott parlamenti választások mielőbbi magatartására hivatkozva, s hogy az országban helyreállhasson a rend – bejelentette kormánya távozását, és az év utolsó napján három miniszterével – Sergiu Pușcuțával, Viorica Dumbrăveanuval és Anatol Usatîijal – távozik a kormányból. Az alkotmány értelmében a kabinet ügyvivői minőségében a helyén maradt, a kormányfői feladatok ellátására az államfő 2021. január 1-jei hatállyal Aureliu Ciocoi külügyminisztert nevezte ki, míg a tárcavezető nélkül maradt pénzügy-, gazdasági és egészségügyi minisztériumok vezetését az államtitkárok vették át.